# Planta (álbum)
Planta é o quarto álbum da banda brasileira, CSS.
É o primeiro após a saída de Adriano Cintra. O álbum é produzido por Dave Sitek, integrante do TV on the Radio. Sitek também já trabalhou com outras bandas influenciadas pela eletrônica, como Massive Attack, Yeah Yeah Yeahs e Foals.
Não só por isso ‘Planta’ é carregado de sintetizadores, marcações computadorizadas e sobreposições eletrificadas. No álbum o CSS abusa das texturas maquinais enquanto caminha por sons tropicais e roqueiros com metais e acordes de baixo e guitarra.

## Faixas
1. Honey
2. Hangover
3. Into The Sun
4. Girlfriend
5. Dynamite
6. Sweet
7. Too Hot
8. Teenage Tiger Cat
9. Frankie Goes To North Hollywood
10. The Hangout
11. Faith In Love

Japan Bonus Track
12. Kawaii

## Singles
- Hangover
- Into The Sun

## Videoclipes
- Hangover
- Into The Sun

## Tour
A tour se iniciou em junho de 2013 indo até o início do ano seguinte, passando da América do Norte à Europa. Já na América do Sul, somente o Chile recebeu a presença da banda onde se apresentou no Primavera Fauna Festival, dividindo palco com M.I.A., Cut Copy, DIIV entre outros.

## Curiosidades
- O instrumental de "Frankie Goes To North Hollywood" foi originalmente criado para um rapper (que não foi revelado), mas o Dave achou que cairia bem na canção da banda.
- A faixa "Faith In Love" é trilha principal do filme O Abutre (Nightcrawler), estrelado por Jake Gyllenhaal.
- A capa do álbum foi inspirada na arte feita por Richard Avedon com a Audrey Hepburn estrelando. Segundo elas, esta lembram raízes de gengibre.
- Hannah Blilie do Gossip está tocando bateria na faixa "Dynamite".
- O "Teenage Tiger Cat" existe! É um dos gatos do produtor Dave, chamado Evan.